# Gatubelysning

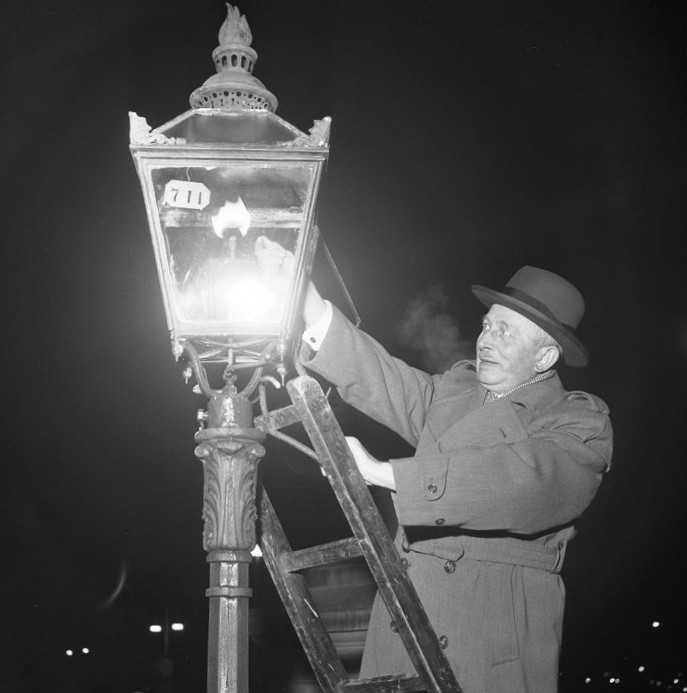
"Lyktgubben" Gustav A. Hallqvist tänder sin sista lykta på Norrbro i samband med 100-årsjubileet för gas i Stockholm, december 1953.

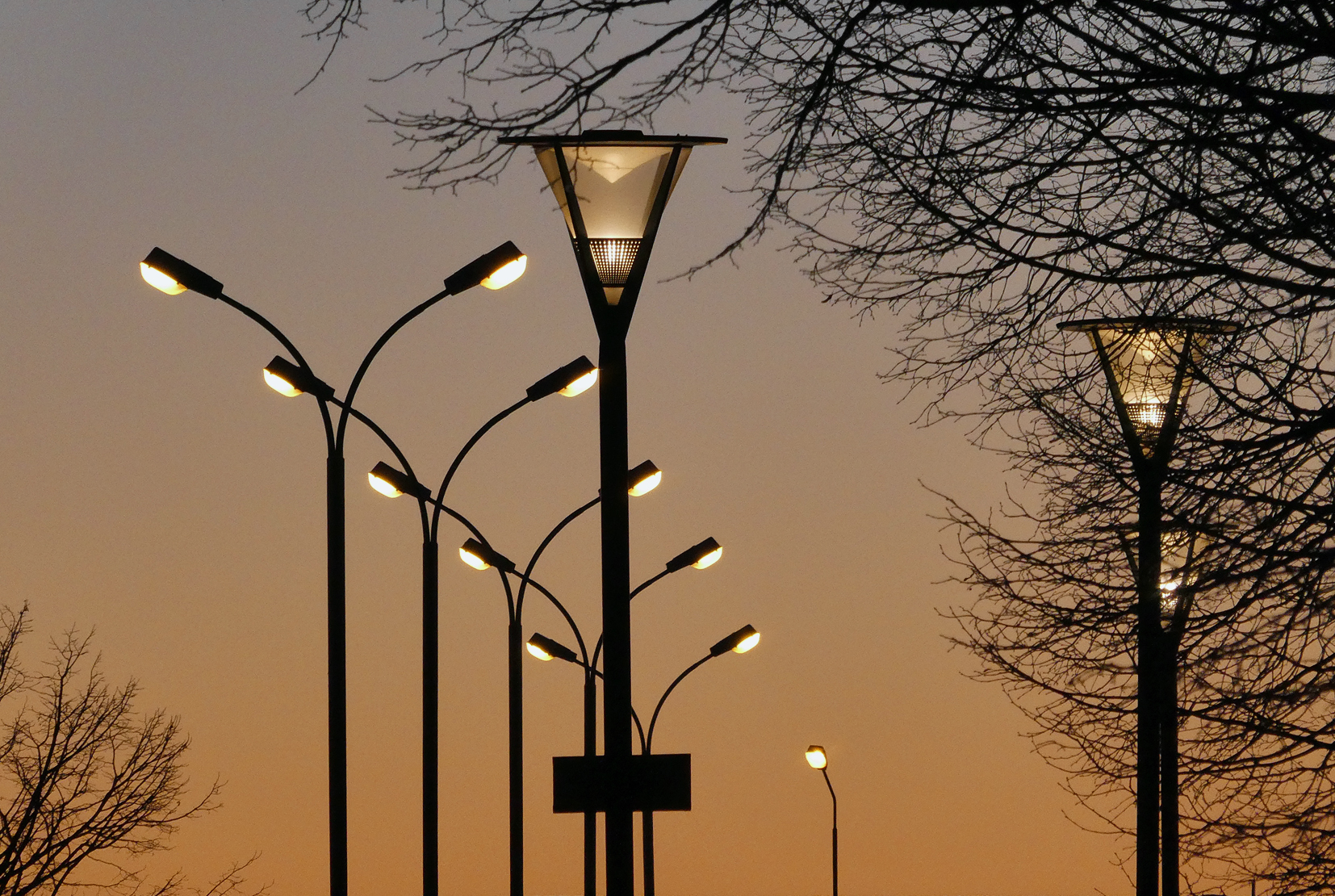
Lyktstolpar vid hamnplan i Ystad 2021.

Gatubelysning omfattar ett system av lysanordningar, så kallade lyktstolpar eller gatlampor, som används för att lysa upp gatorna i en stad eller tätort under dygnets mörka timmar, dels för att trafikanter skall se bättre, men även för att göra orten tryggare från brottslingar.
Gatlamporna står oftast nära en väg eller en trottoar. Högst upp på lyktstolparna finns en lampa, oftast i en glaskupa. Stolpen är oftast ett rör eller ett gallerverk av metall. Lampan tänds numera i regel automatiskt i skymningen, för att åter släckas vid gryningen. Fram till början av 1900-talet användes på många håll gaslyktor, som tändes manuellt. Dessa kom dock att ersättas av elektrisk gatubelysning på 1930-talet. Idag är de flesta gatlyktor i Sverige högtrycksnatriumlampor eller LED, men det finns även de som använder kvicksilverlampor. Natriumlampor är mer energieffektiva, men har sämre färgåtergivning.

## Historia
Den tidigaste allmänna formen av gatubelysning var omkring 1000.e. Kr i Andalusien, Cordoba, Kairo och Bagdad.. År 1667 blev Paris första stad i Europa att få offentlig gatubelysning. 1680 följde Berlin Paris exempel. Först var det facklor men under 1800-talet började fotogenlampor och gasbelysning användas. Från början gick en lykttändare varje kväll runt på stadens gator i skymningen och tände varenda gatlykta med en stång, men senare utvecklades en metod där gatlyktorna tändes automatiskt. På 1880-talet infördes elbelysning.

### Gasljus
I Baltimore, USA infördes gatubelysning med lysgas 1802. 
Det första gasverket i Europa för allmänt behov byggdes 1812 i London och nyårskvällen 1813 brann gaslyktor första gången på Westminsterbron, och från 1 april 1814 var gasbelysning införd i stadsdelen S:t Margaret. I Paris infördes gaslyktor 1815, i Berlin 1826, i Dresden 1828, Köln 1840 och Wien 1845. I Sverige infördes gasbelysningen 1846 i Göteborg. Därefter följde Norrköping 1851, och gas i Stockholm introducerades 1853.

### Elljus
I februari 1879 fick Mosley Street i Newcastle-upon-Tyne i England världens första elektriska gatubelysning.  Wabash, Indiana i USA räknas som världens andra elektriskt upplysta stad, vilket den blev den 2 februari 1880. Fyra högt upphängda lampor belyste stadens torg "lika ljust som vid middagstid." . Kimberley i centrala Sydafrika blev den 1 september 1882 första stad i Afrika och på södra halvklotet med att få elektrisk belysning.
I Latinamerika blev San Jose, Costa Rica första staden ut, systemet infördes den 9 augusti 1884, med 25 lampor med ström från en hydroelektrisk kraftstation  medan Timișoara i Österrike-Ungern (nuvarande Rumänien) den 12 november 1884 blev först i Fastlandseuropa med att få elektrisk belysning, 731 lampor användes. 1888 blev Tamworth, New South Wales, Australien första plats i Australien med elektrisk gatubelysning, vilket gav staden namnet "Första ljusstaden".
I Stockholm gjordes i slutet av 1870-talet privata försök med gatubelysning med hjälp av elektriska båglampor och sedan Thomas Edison uppfann och marknadsförde glödlampan, även med dessa. Genom bidrag från allmänheten testades elektrisk gatubelysning från januari 1884 i Härnösand. Denna anläggning blev Sverige första permanenta elektriska gatubelysning i kommunal regi den 10 december 1885 och bestod då av 25 båglampor från det amerikanska företaget Thomson-Houston. Belysningen i Härnösand var Europas första gatubelysning driven av vattenkraft. 
Mängder av privatfinansierade experiment följde och allt längre gatuavsnitt belystes elektriskt. Lamporna i gatubelysningen längs Villagatan och Karlavägen i Stockholm fick sin ström från ångmaskiner som drev dynamomaskiner.

## Bilder

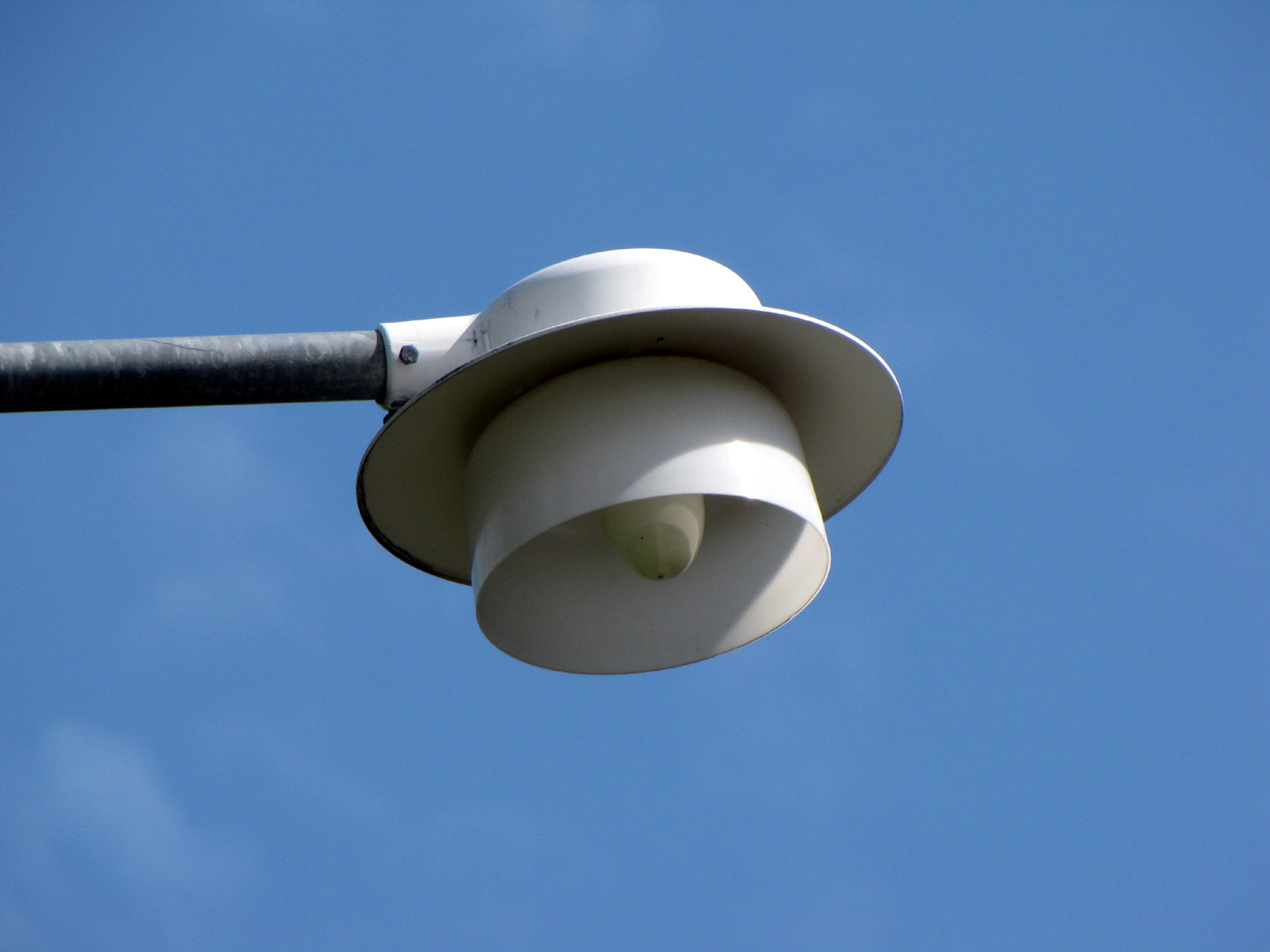
Hatt-formad armatur i Sverige, även kallad "Byhatt"
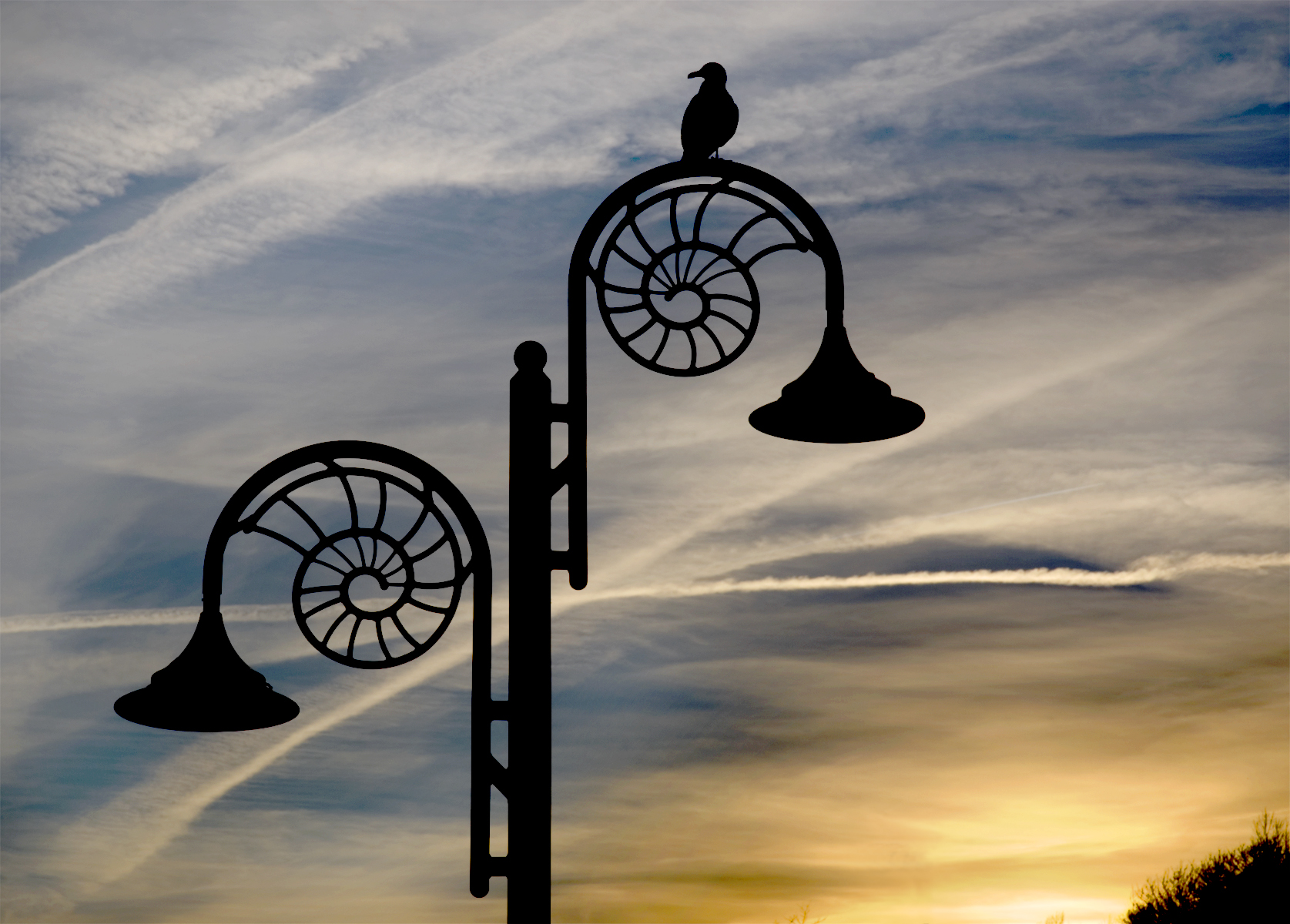
Armatur i smide i Dorset
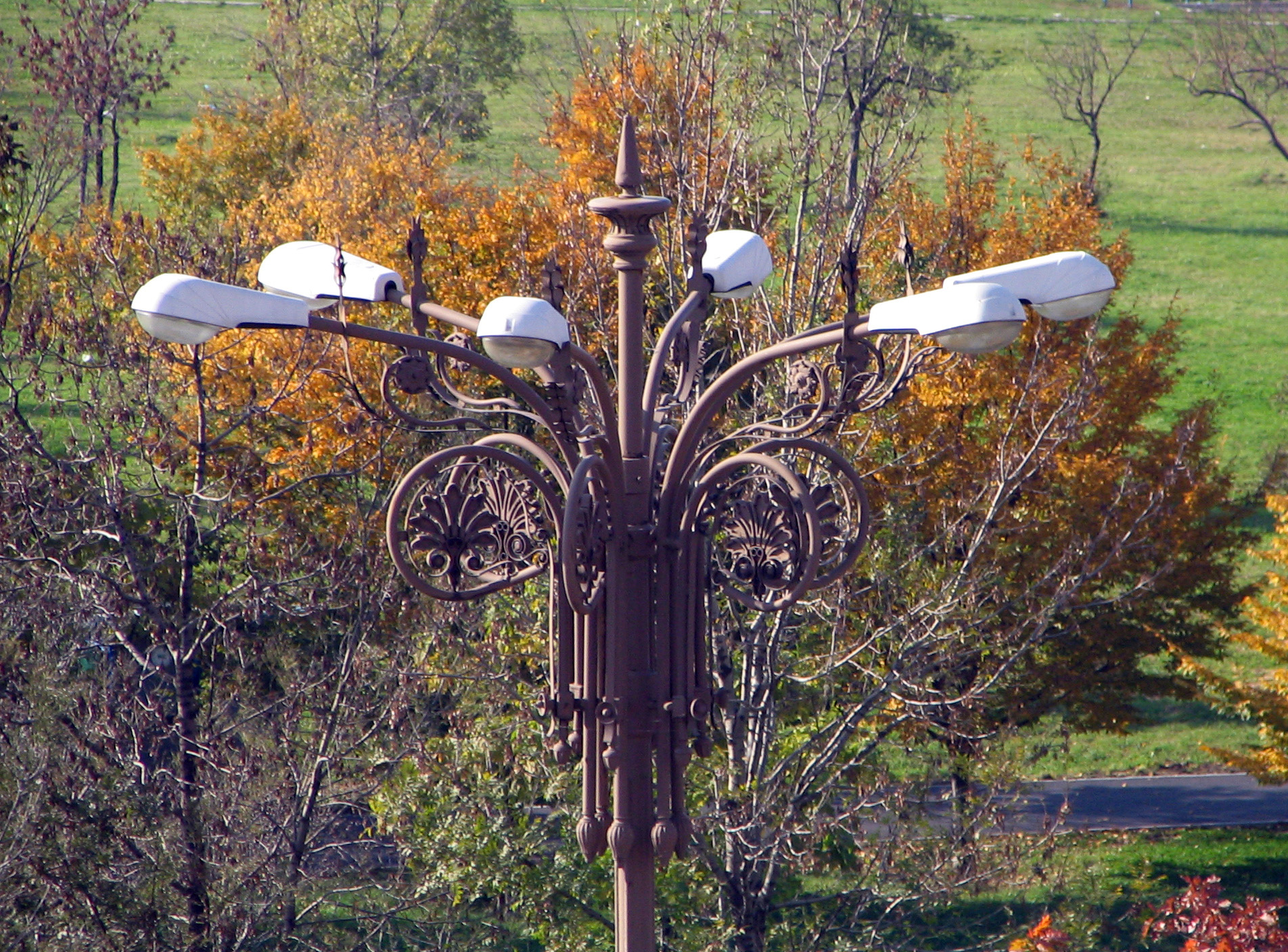
Gatubelysning i Bukarest
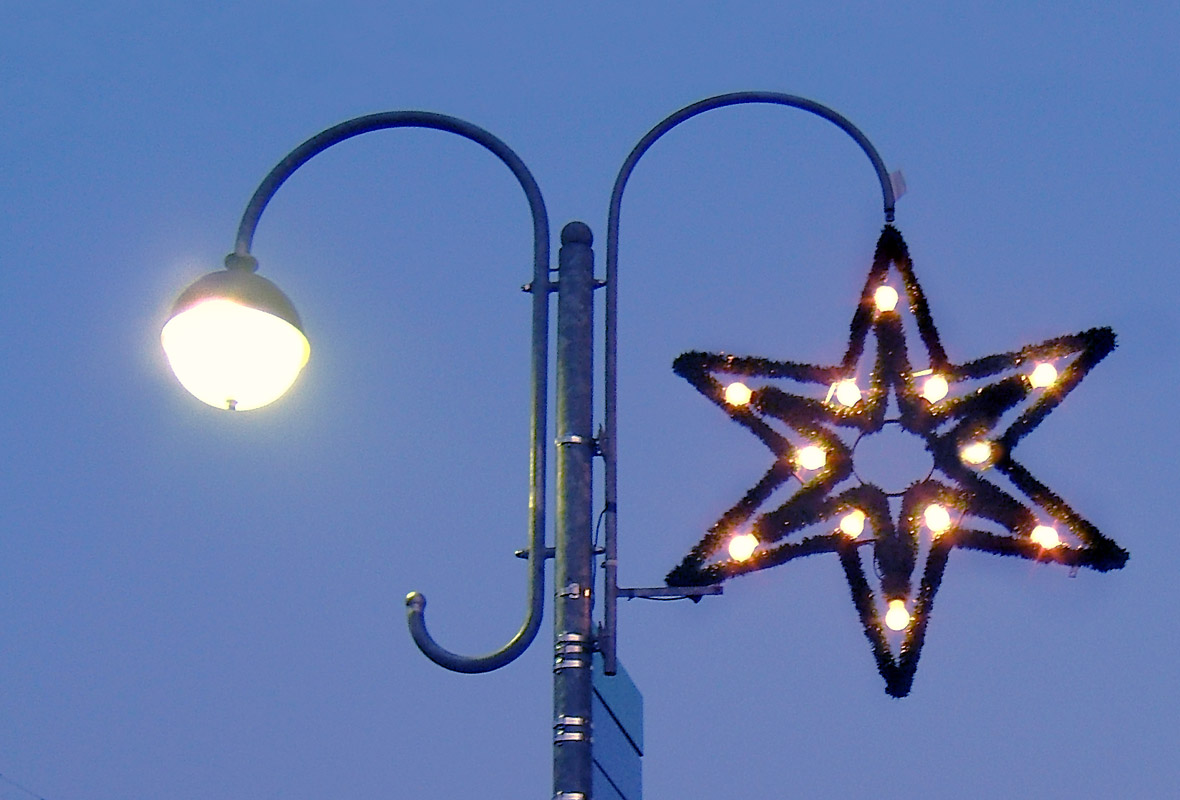
Gatlampa med adventsstjärna som julbelysning i Weinstadt